# Peperomia nigroungulata
Peperomia nigroungulata är en pepparväxtart som beskrevs av Trel. & Yunck.. Peperomia nigroungulata ingår i släktet peperomior, och familjen pepparväxter. Inga underarter finns listade i Catalogue of Life.